# Paideia

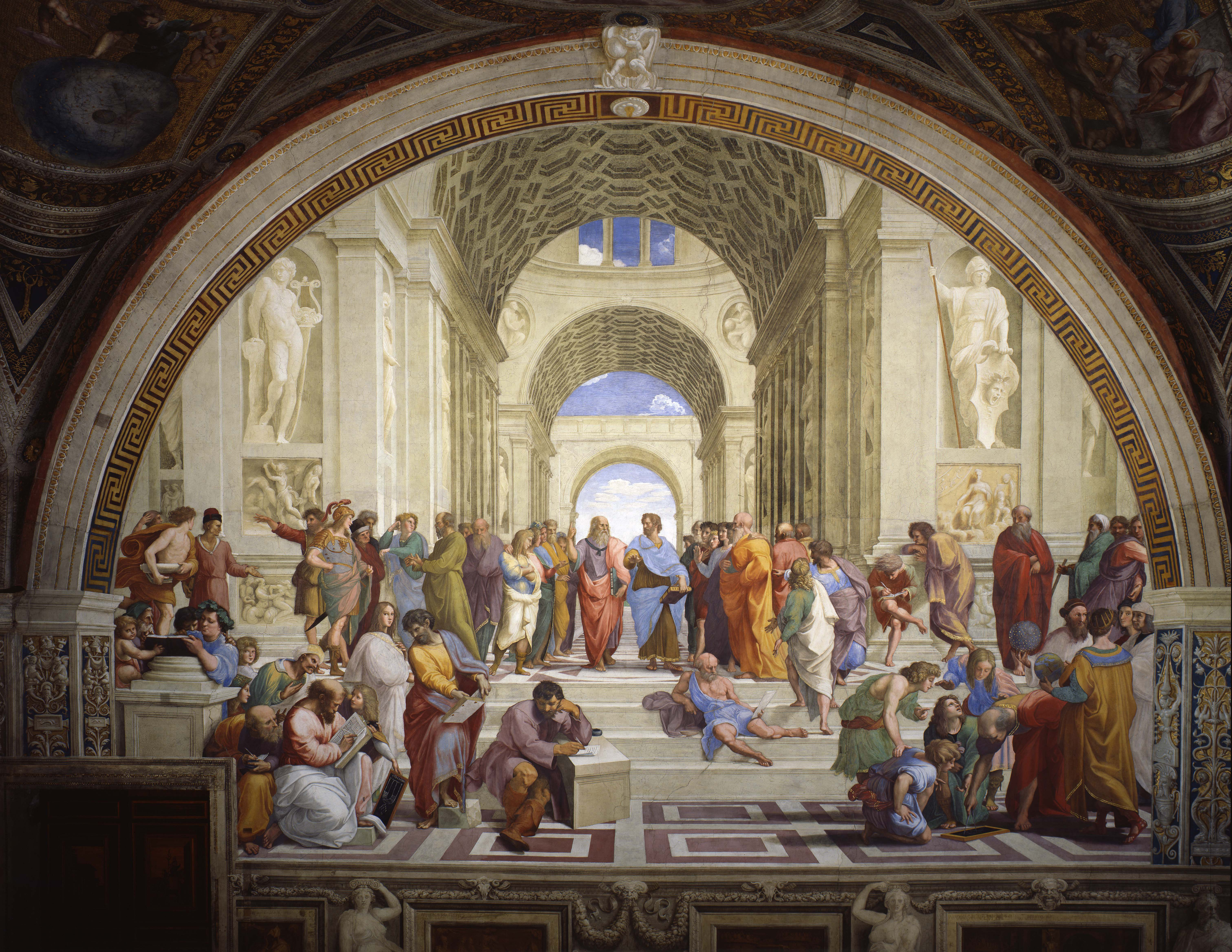
Die Schule von Athen, Wandfresco von Raffael, 1509–1510

Paideia (altgriechisch παιδεία paideia, „Erziehung“, „Bildung“) ist ein Schlüsselbegriff für das Verständnis der antiken Kultur und ein zentraler Wertebegriff. Er steht einerseits für die intellektuelle und ethische Erziehung und Bildung als Vorgang und andererseits für die Bildung als Besitz und Ergebnis des Erziehungsprozesses. Er bezeichnet damit  nicht nur den Schulunterricht für Kinder, sondern die Hinwendung des Menschen zum Denken des Maßgeblichen und die Ausbildung der Arete. Nur durch die richtige Paideia erreicht die Seele ihre „Bestform“.

## Begriff
Der Begriff leitet sich von der Erziehung des Kindes ab (παιδεύειν paideúein), meint aber schon früh die Bildung, die ein Jugendlicher erhält und die ihn sein Leben lang prägt. In der zweiten Hälfte des 5. Jahrhunderts v. Chr. wurde der Begriff paideia (παιδεία) in den Poleis des antiken Griechenland sowohl von den Sophisten (im rhetorisch-praktischen Verständnis) als auch von philosophisch-wissenschaftlicher Seite (Sokrates, später vor allem Platon, Aristoteles etc.) benutzt. Paideia bedeutet zum einen den Vorgang der Kindererziehung und zum anderen das Ergebnis dieses Erziehungsprozesses, nämlich die Bildung. Die gymnastische paideia bezieht sich auf das körperliche Ebenmaß (symmetria) und die musisch-philosophische paideia bezieht sich auf die seelisch-geistige Harmonie (kalokagathia, gr. καλοκἀγαθία). Später wird paideia als Synonym für Zivilisation und Kultur zugleich die Bezeichnung für eine Bildung, die im Gegensatz zum „Barbaren“ den „zivilisierten Menschen“ auszeichnet.

## Bildungsgang

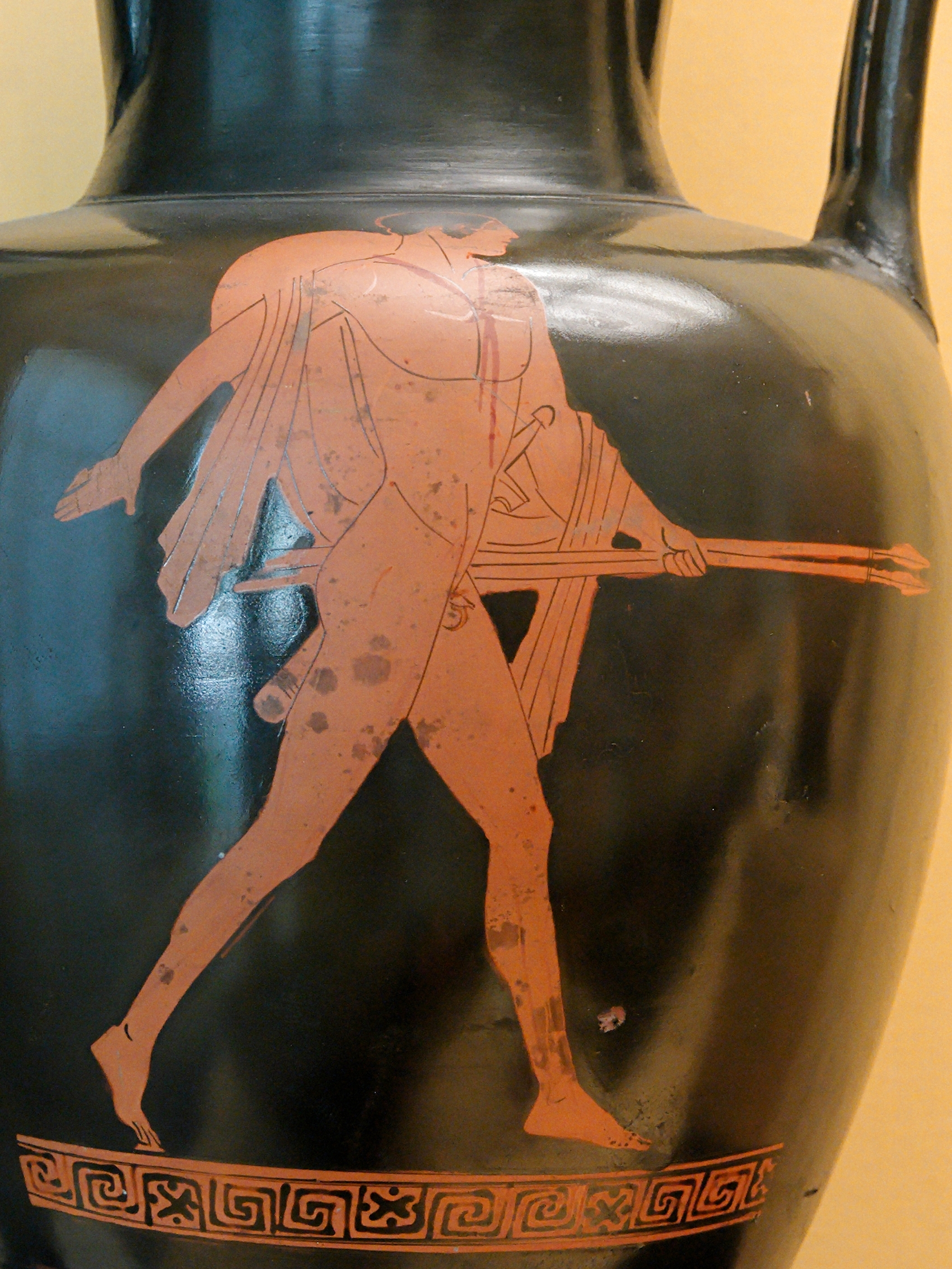
ephebos (Jüngling) auf einer Amphore um 440 v. Chr.

### Pais
Die Mädchen wurden zu Hause ausgebildet. Das Bildungswesen diente ausschließlich der Erziehung der Knaben (pais) und war überwiegend privat organisiert und finanziert. Bildung wurde noch nicht als Aufgabe des Staates betrachtet. Athen verfügte aber auch über einige staatliche Palästren und Gymnasien. Den Schulbesuch gewährte jeder nach Möglichkeit seinen Söhne, obwohl kein Zwang dazu bestand. Es lag lediglich eine Bestimmung Solons vor, wonach Knaben, die keine Ausbildung erhalten hatten, sondern als Prostituierte vermietet worden waren, für ihre Eltern im Alter nicht zu sorgen brauchten. Die Schulzeit dauerte etwa vom sechsten bis zum sechzehnten Lebensjahr,  Prügelstrafen waren nicht unüblich. Die Hauptfächer waren Schreiben (einschließlich Lesen und Rechnen), Musik (einschließlich Lyraspiel) und Gymnastik (einschließlich Ringen, Schwimmen, Bogenschießen und Schleudern). Später kamen noch Zeichnen und Malen hinzu. Fremdsprachen wurden in der Regel nicht gelehrt. Für die höhere Bildung waren die Sophisten und Rhetoren zuständig. Sie verlangten stattliche Hörgelder, die sich nur die Wohlhabenden leisten konnten. Gelehrt wurden Philosophie, Rhetorik, Geschichte und Naturwissenschaften.

### Paidagogos
Der Sklave, der den Knaben auf dem Schulweg begleitete und für das richtige Benehmen Anweisungen gab, war der paidagogos. Sklaven zählten nicht als Person, sondern als Sache. Da die Sklaven eine Kapitalanlage waren, deren Arbeitskraft ausgenutzt werden musste, wurden häufig nur solche Sklaven verwendet, die zu anderer Arbeit nicht taugten. Wegen der in Athen herrschenden Knabenliebe musste der paidagogos aufpassen, dass dem Knaben auf dem Schulweg nichts geschah. Er trug ihm auch die nötigen Schulsachen. Ganz reiche Eltern leisteten sich sogar den Luxus, die Schulsachen durch besondere Diener tragen zu lassen. Der paidagogos wohnte dem Unterricht bei und betreute die Schulaufgaben der Knaben. Ansonsten verbot das Gesetz bei Todesstrafe anderen Erwachsenen als den nächsten Angehörigen das Betreten der Schule während des Unterrichts. Der paidagogos brachte seinem Schützling ebenfalls äußeren Anstand bei, nämlich zum Beispiel
- sein Gewand richtig zu tragen[10]
- auf der Straße anständig und mit niedergeschlagenen Augen zu gehen[11]
- beim Sitzen weder die Füße übereinanderzuschlagen noch das Kinn mit der Hand zu stützen[12]
- stillzuschweigen[13]
- und bei Tisch nicht leckermäulig zu sein.[14]

Der paidagogos hatte das Recht der körperlichen Züchtigung, das sehr hart angewendet wurde. Ohnehin bestand die Auffassung, dass ein Knabe besonders scharf gezügelt werden müsste. Die rohe  Art dieser Sklaven muss bei weitem überwogen haben. Die Darstellungen in der Kunst zeigen den paidagogos meist mit dem Gesicht eines Barbaren. Als weiteres Zeichen seiner fremdländischen Herkunft trägt er häufig eine kurze Ärmeltunika und hohe Schnürschuhe. Ein kahler Kopf, ein struppiger Bart, ein Mantel sowie ein langer, oben gekrümmter Stock vervollständigen das Bild.

### Ephebos
Im Alter von achtzehn Jahren wurde man dann zum ephebos (Jüngling) und erhielt eine dreijährige militärische Ausbildung, die aber ebenfalls von Vorlesungen über Redekunst, Literatur, Musik und Geometrie begleitet wurde. Die Epheben waren in einer Art Selbstverwaltung demokratisch organisiert und übernahmen wichtige Aufgaben bei der Verteidigung und bei öffentlichen Zeremonien. Mit 21 Jahren wurde man schließlich volljährig.

## Bildungsideal

### Homerische Zeit

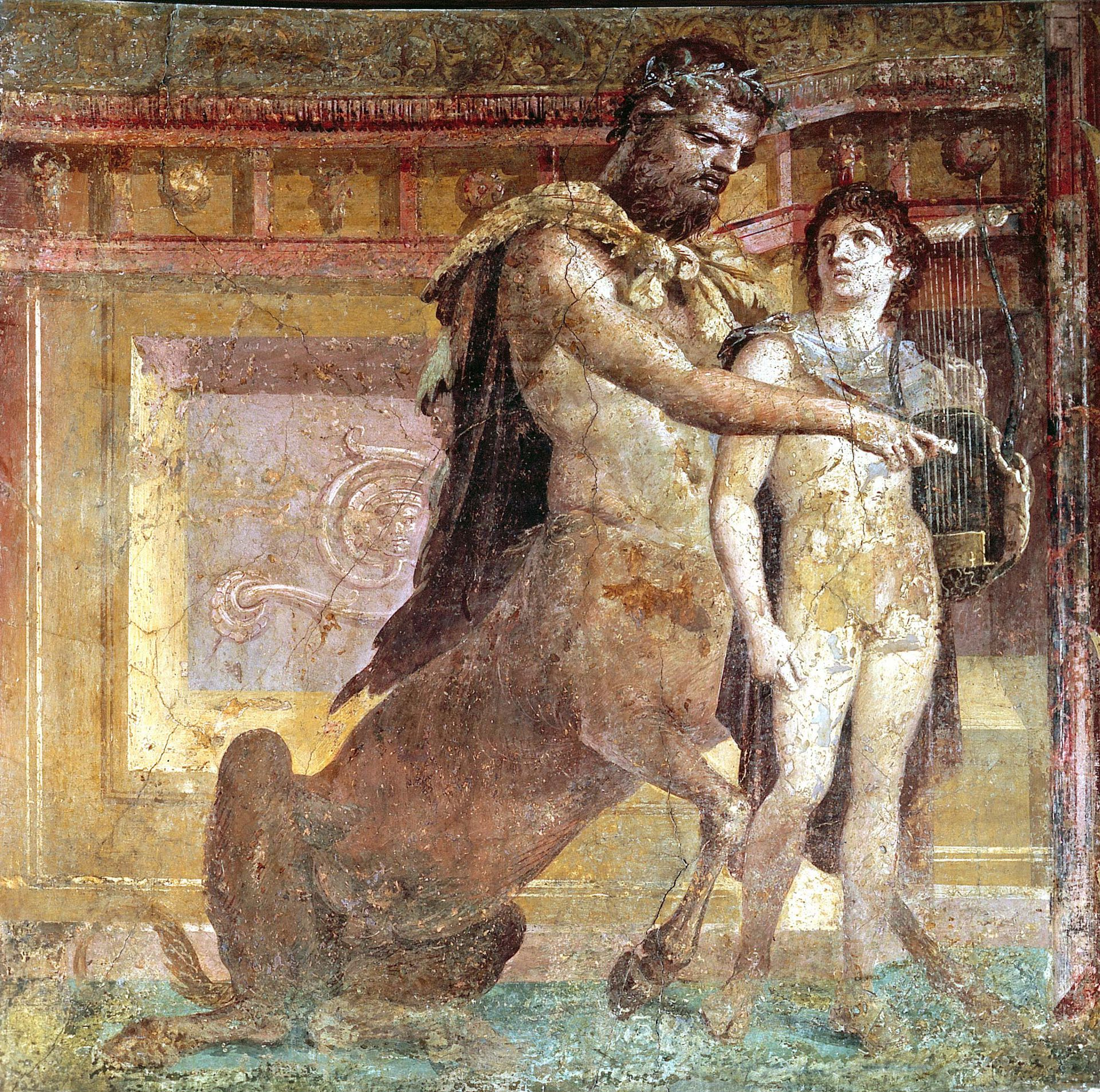
Achilleus erlernt das Kitharaspiel von Cheiron

In der höfischen Kultur zur Zeit Homers wurde ein aristokratisches Menschenbild idealisiert. Demnach führt die immer wieder auf Bewährungsproben gestellte Leistungskraft zu Besitz, Ruhm und Ehre. Der homerische Held vermag die Lanze zu führen. Ebenso ist er zur sachkundigen Rede im Rat und in der Versammlung fähig. Er beherrscht wie Achilleus das Lyraspiel:

„Als sie die Zelt' und Schiffe der Myrmidonen erreichten;

Fanden sie ihn, erfreuend sein Herz mit der klingenden Lyra,

Schön und künstlich gewölbt, woran ein silberner Steg war;

Die aus der Beut' er gewählt, da Eëtions Stadt er vertilget:

Hiermit erfreut' er sein Herz, und sang Siegstaten der Männer.“

Ritterlichkeit, Höflichkeit, weltmännische Gewandtheit und Einfühlungsvermögen zeichnen ihn aus. In der Zeit der Polis wurden dann ab dem 7. Jahrhundert eher die staatstragenden Tugenden betont. Gehorsam gegenüber den Gesetzen und die  Hingabe des Lebens für die Polis dienten als Leitbilder der Unterordnung unter das Ganze.

### Die Sophisten
Die Sophisten bemühten sich darum, die höchste Form menschlicher Bildung, die Kalokagathia, von der aristokratischen  Abstammung und dem damit verbundenen Erziehungsprivileg zu lösen. Die Verwirklichung der Arete sollte durch die Begabung, die Belehrung und die Übung unabhängig von der Herkunft ermöglicht werden. Es sollten die Fähigkeiten eines Redners erworben werden, um sich politisch durchzusetzen. Die Ausbildung zu einem in den Augen der Athener moralisch richtigen Verhalten spielte für die Sophisten keine besondere Rolle.

### Platon

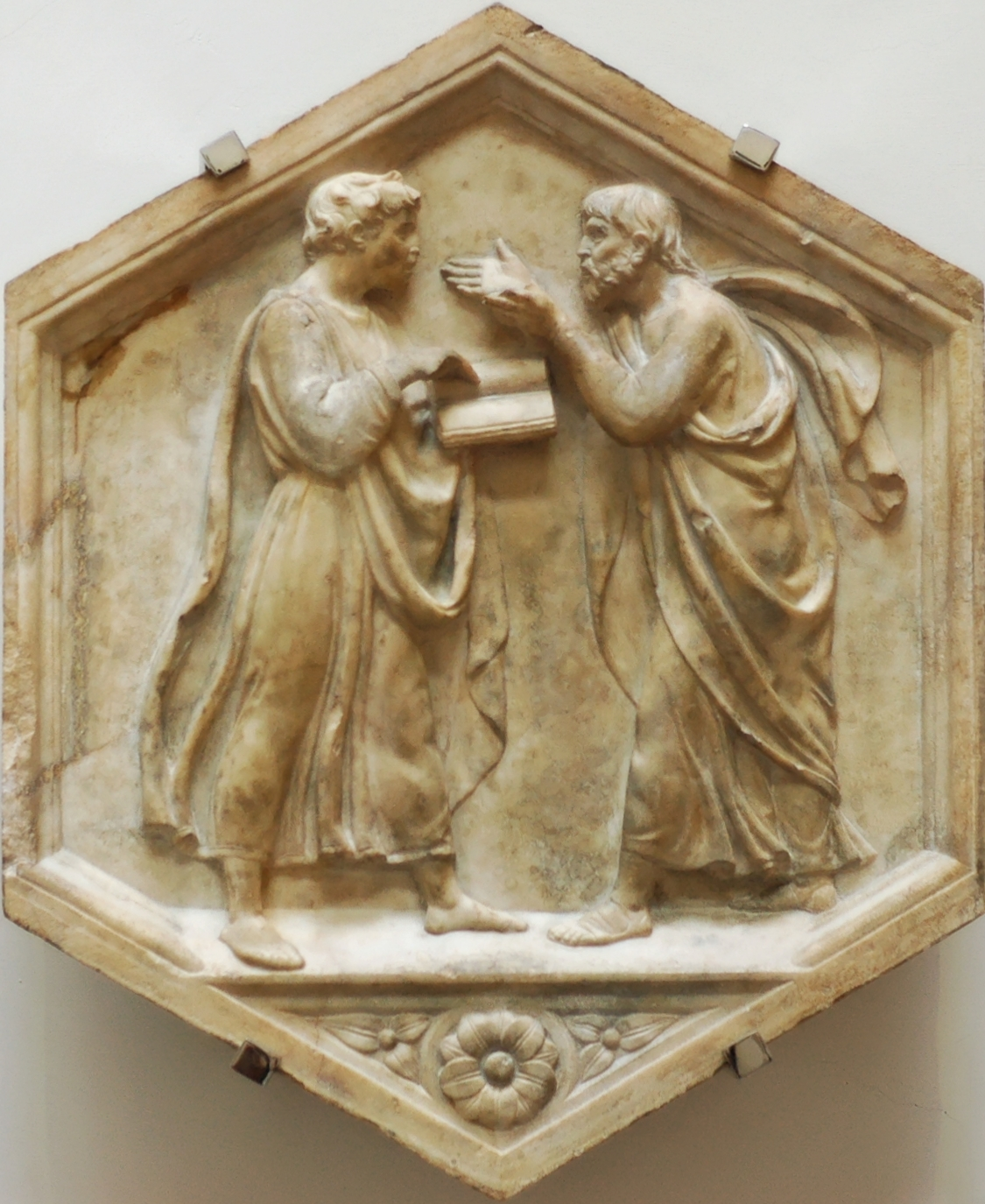
Platon belehrt seinen Schüler Aristoteles, Relief von Luca della Robbia um 1438

Bereits Platons Lehrer Sokrates versuchte, die Vielwisserei der Sophisten als Schein zu entlarven und die Sorge um die Seele des Menschen in den Mittelpunkt der Bildungsbemühungen zu rücken. Platon warf den Sophisten vor, ihre Haltung stelle nur eine Kommerzialisierung ihrer Kenntnisse dar, ihnen mangele es sogar an wahrer Bildung. Dagegen vertrat er selbst eine philosophisch-wissenschaftliche Paideia: Danach soll der Staat die Erziehung übernehmen. Der Bildungsgang erstreckt sich über das gesamte Leben des Menschen und soll sich stufenweise entwickeln von einem gymnastisch-musischen Unterricht über einen allgemeinbildenden Unterricht in den rednerischen und mathematischen Disziplinen bis zur höchsten Stufe der Dialektik.

„Einzig das dialektische Verfahren [...] hebt die Voraussetzungen auf und macht sich auf den Weg dorthin: zum Anfang selbst, um festen Stand zu gewinnen. Und sie zieht allmählich das Auge der Seele aus dem barbarischen Morast, in dem es tatsächlich vergraben war, hervor und richtet es nach oben.“

Die Umwendung der Seele (psyches periagoge) bedingt die Paideia. Auf dieser höchsten Stufe des Bildungsprozesses, die nur von wenigen erreicht wird, gewinnt der Mensch die Einsicht in die Idee des Guten und damit in die Wirklichkeit an sich. Erkennt man die Wahrheit durch das Licht der Idee des Guten, so handelt man gut. Nur der am Guten orientierte Gerechte, dessen Seele durch die Paideia geformt wurde, kann wirklich glücklich sein (Eudaimonie). Erst auf dieser Bildungsstufe sollte im Staat die Herrschaft ausgeübt werden (Philosophenherrschaft).

### Isokrates
Isokrates propagierte neben den mathematischen Disziplinen und der Dialektik insbesondere die rhetorische Bildung. Dazu gehörte nicht nur eine breite Kenntnis der Literatur, sondern auch eine gewandte Ausdrucksweise. In der Schule des Isokrates wird Bildung durch Liebe zur Schönheit, insbesondere zu schöner Rede, als Methode bewusst eingesetzt. Die Rede zeigt im Stil den Geist des Menschen. Bildung besteht nicht in einer autonomen Redefertigkeit, sondern in einer Sittlichkeit, die in der Rede zum Ausdruck kommt. Rede repräsentiert in besonderer Weise den Geist. Das komplette Programm einer  enkyklios paideia wurde aufgrund einer Überbetonung der Rhetorik in der Praxis aber wohl selten umgesetzt. Mit seinem Bildungskonzept war Isokrates zu seiner Zeit weit einflussreicher als Platon:

„Ich glaube allerdings, dass Menschen besser und wertvoller werden können, als sie es von Natur aus sind, wenn sie im Reden Ehrgeiz entwickeln und danach streben würden, Überzeugungskraft bei ihren Zuhörern zu erreichen und außerdem ihren Vorteil wollten, und zwar nicht den, der von Unverständigen dafür gehalten wird, sondern den, der wirklich diese Bedeutung hat. [...] Wer aber auf andere überzeugend wirken will, wird auch die Tugend nicht vernachlässigen, sondern wird besonders darauf achten, dass er bei seinen Mitbürgern einen möglichst guten Ruf genießt.“

### Hellenismus und römische Zeit

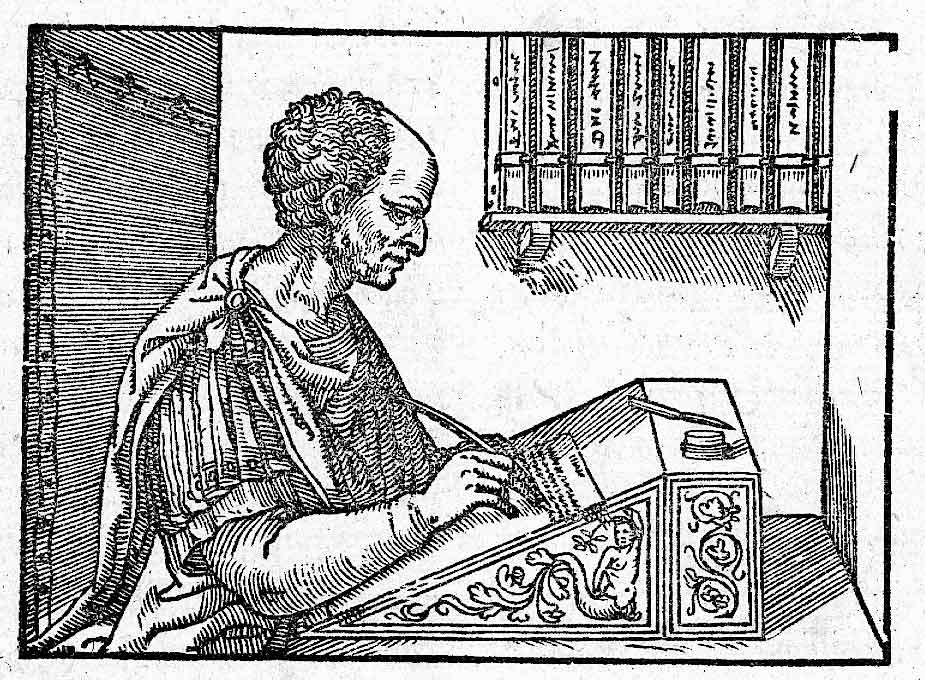
Cicero schreibt seine Epistulae ad familiares, Holzschnitt um 1545

Im Hellenismus und im römischen Reich erhielt die paideia ihre abendländisch-humanistische Gestalt: Im Zuge der Expansion der griechischen (und später griechisch-römischen) Kultur stellte die klassische Bildung ein wichtiges Bindeglied dar, wenngleich die Römer den Nützlichkeitsaspekt der Bildung zunächst stärker betonten. Für Marcus Tullius Cicero war paideia gleichbedeutend mit humanitas. Für sein Ideal des vollkommenen Redners forderte er das Studium der Geschichte, Rechtswissenschaft und Philosophie. Die literarische Bildung trat in den Vordergrund. Im 2. Jahrhundert n. Chr. brachte die Zweite Sophistik einen erneuten Aufschwung. Paideia wurde zum Inbegriff einer veränderten Geisteskultur und einer attizistischen Einstellung. Der pepaideumenos, also der Gebildete,  demonstrierte bevorzugt seine Kenntnis der auch nach Jahrhunderten noch als maßgeblich geltenden Autoren, insbesondere Homer, Thukydides, Herodot, Platon und Aristoteles. Quintilian als erster öffentlich bestellter römischer Redelehrer verehrte Cicero als den idealen Rhetor. Die klassische Bildung blieb zumindest in Ostrom bis in die Zeit um 600 ein wichtiges Zeichen für die Zugehörigkeit zur Oberschicht, erst mit dem Ende der Spätantike änderte sich dies.

### Christentum und Paideia
Für die Griechen diente paideia zunächst auch als Abgrenzung gegenüber den „Barbaren“ und einfachen Christen. In der Spätantike vermochten aber christliche Gebildete wie Clemens von Alexandria, Origenes oder Gregor von Nyssa die klassische Bildung und das Christentum in Einklang miteinander zu bringen. Das Christentum knüpfte an den Begriff der Paideia an. Es selbst erschien nun als die wahre Paideia mit Jesus Christus als göttlichem Erzieher. Stets galt aber der Vorrang der religiösen vor der literarischen oder philosophischen Bildung. Dennoch verbanden in der Spätantike Christen als auch Pagane kulturelle Werte; erst jüngst betonte Alan Cameron, dass christlicher Glaube und die Wertschätzung klassischer Bildung kein zwingender Gegensatz war.
Trotz zahlreicher Kontinuitätslinien zwischen Antike und Mittelalter sind für die ausgehende Spätantike doch einige kulturelle Brüche erkennbar. Am Ende der Antike gingen im Zuge der Völkerwanderung im lateinischen Westen nach und nach die kulturellen Träger der klassischen Paideia verloren, nur wenige klassisch gebildete Personen konnten noch die dafür notwendige Vermittlerrolle übernehmen. Im merowingischen Gallien deutete unter anderem das Geschichtswerk des Gallo-Romanen Gregor von Tours (2. Hälfte des 6. Jahrhunderts) bereits auf die Endphase dieses und den Beginn eines neuen Kulturabschnitts hin. In Italien, das noch unter den Ostgoten eine kulturelle Blütezeit erlebt hatte, stellten die Gotenkriege und der Langobardeneinfall von 568 eine deutliche Zäsur dar, während im westgotischen Hispanien durchaus noch Teile der antiken Bildung bewahrt wurden (vgl. Isidor von Sevilla). Gleichzeitig entstanden im Frühmittelalter auch neue Kulturformen. Im griechischen Osten stellte das 7. Jahrhundert mit dem großen Perserkrieg (603 bis 628/29) und die darauffolgende Islamische Expansion einen markanten Einschnitt dar, wenngleich die antiken Traditionslinien hier stärker als im Westen nachwirkten. In der Karolingischen Renaissance, dem Renaissance-Humanismus sowie dem Neuhumanismus bis hin zum Dritten Humanismus und dem Bildungsauftrag des humanistischen Gymnasiums wirken Grundgedanken der paideia fort.

## Soziale Bedeutung
Während der gesamten griechisch-römischen Antike war paideia ein wesentliches Kennzeichen für die Zugehörigkeit zu einer Elite. Nur solche Kinder, die wohlhabend genug waren, um nicht früh durch körperliche Arbeit zum Lebensunterhalt ihrer Familie beitragen zu müssen, waren abkömmlich und konnten daher ihre Zeit darauf verwenden, sich intensiv an Körper und Geist zu bilden. Weil die traditionelle Bildungs- und Schriftkultur als unproduktiver Selbstzweck galt, war sie neben dignitas,  der durch Leistungen für das Gemeinwohl erworbenen Würde, und ständischer Lebensführung bis zum Ende der Antike im 6. Jahrhundert n. Chr. ein soziales Distinktionskriterium. Die einflussreichen Philosophen und Rhetoren in der Kaiserzeit bauten ihre Macht als Repräsentanten der klassischen paideia auf ihre Kompetenz als erfahrene und kluge Berater, die den Willen des Kaisers mit der jeweiligen Handlungssituation zu vermitteln wussten.